# Matt Cassel
Matthew Brennan „Matt“ Cassel (* 17. Mai 1982 in Northridge, Kalifornien) ist ein ehemaliger US-amerikanischer American-Football-Spieler auf der Position des Quarterbacks. Zuletzt stand er bei den Detroit Lions unter Vertrag.
Laut ESPN ist er der einzige Quarterback, der in der NFL ein Spiel von Beginn an spielte, der im College nicht ein einziges Spiel als Starter auf dem Feld stand.

## Frühe Jahre
1994 erreichte Cassel mit dem Baseballteam aus seiner Stadt das Finale der Little League World Series. Er spielte auf der Position des First Basemans.
Auf der Highschool spielte Cassel neben Baseball auch Football. In seinem letzten Jahr wurde er in Tom Lemming's Top 100 als achtbester Quarterback und als insgesamt 53. bester Spieler des Landes gesehen. Lemming beschrieb Cassel als Pocket Passer mit einem sehr starken und präzisen Wurf.
Schon bevor Cassel in sein letztes Jahr auf der Highschool ging, entschied er sich College Football für die University of Southern California (USC) und deren Footballmannschaft, die USC Trojans, zu spielen.

## College
Im College spielte er nur als Ersatzmann für Carson Palmer und Matt Leinart, die beide die Heisman Trophy gewannen. Nachdem Palmer 2002 das College in Richtung NFL verlassen hatte, verlor Cassel das Duell um die Position des Starting-Quarterbacks an seinen eigenen Ersatzmann Leinart. In der Folge wurde Cassel als Tight End und Wide Receiver eingesetzt. Außerdem spielte er in den Special Teams und startete ein Spiel auf der Position des Halfbacks. In vier Saisons warf Cassel 33 Pässe, von denen 19, für 192 Yards, erfolgreich waren. Er warf keinen Touchdown und eine Interception.
Seine Zimmerkameraden im College waren die späteren NFL-Spieler Carson Palmer und Troy Polamalu.
Im Jahr 2004 spielte Cassel auch wieder Baseball. Im MLB Draft 2004 der Major League Baseball (MLB) wurde er von den Oakland Athletics an der 34. Stelle ausgewählt.

## Profi-Karriere
Obwohl Cassel im College kaum die Möglichkeit hatte sich zu beweisen, stand er nach den Workouts bei vielen NFL-Teams auf dem Zettel. Ein ehemaliger Coach vom College wollte ihn nach dem NFL Draft 2005 als Free Agent verpflichten und wurde überrascht, dass die New England Patriots Cassel in der siebten Runde auf dem 230. Platz auswählten. Sie gaben ihm den Vorzug vor bekannteren Quarterbacks, wie zum Beispiel Jason White, der die Heisman Trophy 2003 gewann.

### 2005
Zu Beginn der Saison 2005 war Cassel zweiter Ersatzmann bei den Patriots für Tom Brady hinter Doug Flutie. Zuvor hatte er sich gegen Chris Redman und Rohan Davey durchgesetzt. Sein erstes Spiel machte er in den letzten Minuten einer 17:41-Niederlage gegen die San Diego Chargers. Zwei seiner vier Pässe waren für 15 Yards erfolgreich. Außerdem warf er eine Interception.
Im letzten Spiel der Saison 2005 gegen die Miami Dolphins durfte Cassel ab dem zweiten Viertel spielen. Die Patriots verloren mit 26:28. Cassel wurde für ein Safety gesackt, warf aber auch zwei Touchdownpässe.

### 2006
Nachdem Flutie nach der letzten Saison zurückgetreten war, erbte Cassel kampflos die Position des Ersatzmannes bei den Patriots. Cassel stand in jedem Spiel der Saison 2006 in der Mannschaft. Dabei setzte er sich auch gegen den erst während der Saison verpflichteten Vinny Testaverde durch.
In der 16. Woche der Saison wurde Cassel zum Ballhalter bei Field Goals. Außerdem warf er in der 17. Woche einen späten Touchdown gegen die Tennessee Titans.

### 2007
In der 7. Woche der Saison 2007 warf Cassel gegen die Miami Dolphins eine Interception, die zu einem Touchdown führte. Eine Woche später wurde er gegen die Washington Redskins eingewechselt, da die Patriots bereits mit 45:0 führten. Das Spiel endete 52:7. Cassel selbst lief den letzten Touchdown für 15 Yards, indem er über zwei Verteidiger in die Endzone sprang. Es war der längste Touchdownlauf eines Quarterbacks der Patriots seit zwei Jahrzehnten.

### 2008
Im ersten Spiel der Saison 2008 gegen die Kansas City Chiefs verletzte sich Tom Brady. Der eingewechselte Cassel warf 13 Pässe für 152 Yards und einen Touchdown. Die Patriots gewannen mit 17:10. Einen Tag später gaben die Patriots bekannt, dass Tom Brady die gesamte Saison ausfallen würde und Matt Cassel von nun an der Quarterback des Teams sein werde.
Am 14. September spielte er gegen die New York Jets zum ersten Mal von Beginn an. 16 seiner 23 Pässe waren für 165 Yards erfolgreich. Es war das erste Mal, dass ein Quarterback, in seinem ersten Spiel von Beginn an, ein Team besiegen konnte, in dem Brett Favre der gegnerische Quarterback war.
In der 7. Woche wurde Cassel zum AFC Offensive Player of the Week (Offensiv-Spieler der Woche der AFC) bestimmt. Er warf 183 Yards für drei Touchdowns gegen die Denver Broncos, in einem 41:7-Sieg.
In der 10. Woche lief er seinen zweiten Touchdown der Karriere gegen die Buffalo Bills für 13 Yards. Die Patriots gewannen das Spiel mit 20:10. Insgesamt war der Ball über 37 Minuten in Besitz der Patriots. Allein der letzte Drive dauerte über neun Minuten, in denen die Patriots den Ball 19 mal spielten. Damit glichen sie den alten Rekord aus.
Am 13. September verloren die Patriots mit 31:34 gegen die New York Jets. Zwischenzeitlich hatte die Cassel mit drei aufeinander folgenden erfolgreichen Versuchen mit 24:6 in Führung gebracht. Am Ende waren 30 seiner 51 Pässe für 400 Yards und drei Touchdowns erfolgreich. Damit erreichte er ein Quarterback Rating von 103,4. Außerdem lief Cassel selbst für 62 Yards. Damit wurde er der erste Spieler der Patriots der in demselben Spiel 300 Yards warf und 50 lief. Darüber hinaus ist er der erste Spieler in der Geschichte der NFL der mehr als 400 Yards warf und gleichzeitig mehr als 60 Yards lief.
Eine Woche später, in Woche 12, führte Cassel die Patriots zu einem 48:28-Sieg über die Miami Dolphins. Er warf 30 von 43 Pässen für 415 Yards. Er warf außerdem drei Touchdowns zu Randy Moss und erreichte somit ein Rating von 114,0. Zusätzlich lief er einen Touchdown über acht Yards. Damit ist Cassel erst der fünfte Quarterback der in zwei aufeinander folgenden Spielen mehr als 400 Yards warf. Dank dieser Leistung wurde er zum zweiten Mal in dieser Saison zum AFC Offensive Player of the Week bestimmt.
In der 15. Woche gegen die Oakland Raiders stellte Cassel einen persönlichen Rekord mit vier Touchdownpässen auf, obwohl sein Vater sechs Tage zuvor gestorben war. Die Patriots gewannen mit 49:26.
Im letzten Heimspiel der Patriots in dieser Saison, gegen die Arizona Cardinals, herrschten schwierige Bedingungen mit Eis und Schneeregen. Dank Cassel gewannen die Patriots deutlich mit 47:7. Cassel, der das erste Mal bei Schnee spielte, warf 20 Pässe für 345 Yards und drei Touchdowns. Trotz der schwierigen Bedingungen warf er keine Interception. Als die Patriots 44:0 in Führung waren, wurde der Quarterback der Cardinals, Kurt Warner, gegen Cassels alten Teamkollegen Matt Leinart ausgetauscht. Dieser warf einen Touchdown und eine Interception.
Das letzte Spiel der Saison gewannen die Patriots mit 17:0 gegen die Buffalo Bills. Damit gewannen die Patriots ihr viertes Spiel in Folge. Beim Spiel herrschte sehr starker Wind, so dass Cassel nur achtmal warf und davon sechs Pässe erfolgreich abschloss. Er warf zwar keinen Touchdown, aber auch keine Interception. Zudem trat er in einem dritten Down einen Punt, der zwar bereits an der 20-Yards-Linie aufkam, aber durch starken Rückenwind an die 1-Yards-Linie rollte, so dass Cassel offiziell ein 57-Yards-Punt gut geschrieben wurde. Trotz elf Siegen schafften es die Patriots nicht in die Play-offs, was seit 1985 keinem Team mehr mit so einer guten Bilanz passiert war.

### Franchise Tag
Nach Ende der Saison lief Cassels Vertrag aus. Aufgrund seiner starken Leistung und der noch unsicheren Rückkehr Bradys nutzten die Patriots ihren Franchise Tag, um Cassel zu halten. Am 5. Februar 2009 machten ihm die Patriots ein offizielles Angebot, das Cassel zwei Tage später annahm. Dieses war mit über 14 Millionen US-Dollar der am höchsten dotierte Einjahresvertrag der NFL Geschichte.

### Kansas City Chiefs
Am 28. Februar 2009 wurde Cassel zusammen mit seinem Teamkollegen Mike Vrabel für den 34. Pick im NFL Draft 2009 zu den Kansas City Chiefs getauscht. Am 14. Juli 2009 unterschrieb Cassel einen Sechsjahresvertrag über 63 Millionen US-Dollar. Die Detroit Lions und die Tampa Bay Buccaneers schlugen einen Tausch mit den Denver Broncos vor. Dies hätte bedeutet, dass eines der beiden Teams den Quarterback der Broncos, Jay Cutler erhalten hätte. Matt Cassel wäre nach Denver gewechselt und die Patriots hätten das Erstrundenrecht im NFL Draft 2009 des Teams erhalten, zu dem Jay Cutler gewechselt wäre.
In Kansas City kämpfte er mit Tyler Thigpen um die Position des Quarterbacks. Cassel setzte sich durch und Thigpen wurde zu den Miami Dolphins getauscht. Da seine Rückennummer 16 in Kansas City nicht verfügbar war entschied er sich für die Nummer sieben, da ein Team bei einem Touchdown normalerweise sieben Punkte erreicht.
Im ersten Spiel der Preseason gegen die Seattle Seahawks verletzte sich Cassel am Knie, spielte aber bis auf das letzte alle Spiele der Preseason. Auch der erste Spiel der Regular Season gegen die Baltimore Ravens konnte Cassel nicht spielen. Die restlichen Spiele der Saison spielte Cassel alle von Beginn an, die Chiefs erzielten mit ihm als Quarterback aber nur vier Siege bei elf Niederlagen.

### Minnesota Vikings
Die Kansas City Chiefs entließen Cassel am 13. März 2013. Am selben Tag verpflichteten die Minnesota Vikings den Quarterback für zwei Jahre. Die Vikings bezahlten ihm in diesen Jahren ein Gehalt von 10,5 Millionen US-Dollar.

### Buffalo Bills
Die Vikings tauschten am 10. März 2015 Cassel und einen Pick der sechsten Runde des 2015er Drafts an die Buffalo Bills gegen deren Pick der 5. Runde 2015 sowie der 7. Runde 2016. Er spielte die gesamte Preseason bei den Bills, konnte sich jedoch nicht gegen seinen Kontrahenten Tyrod Taylor durchsetzen und wurde zur Nummer 2 des Teams erklärt.

### Dallas Cowboys
Am 22. September 2015 wurde Cassel zusammen mit dem Pick der siebten Runde im Draft 2017 der Buffalo Bills zu den Cowboys getauscht. Die Bills erhielten im Gegenzug den Pick der fünften Runde des 2017er Drafts der Cowboys. Dallas reagierte damit auf eine Verletzung ihres Quarterbacks Tony Romo.

### Tennessee Titans
Am 10. März 2016 wurde Cassel von den Tennessee Titans verpflichtet, die mit Marcus Mariota, Zach Mettenberger und Alex Tanney bereits drei Quarterbacks unter Vertrag hatten. Am 9. März 2018 wurde er entlassen.

### Detroit Lions
Im April 2018 unterschrieb er einen Einjahresvertrag bei den Detroit Lions.

## Privat
Im Februar 2007 heiratete Cassel seine Freundin Lauren Killian, die an seinem College Volleyball spielte. Sein Trauzeuge war sein alter Zimmerkamerad am College, Carson Palmer.
Cassel hat drei Geschwister. Sein ältester Bruder Jack heiratete die Freundin von Cassels Frau und spielt für die Cleveland Indians als Pitcher. Auch sein jüngerer Bruder Justin spielt auf der Position des Pitchers, allerdings für das Farmteam der Chicago White Sox, die Birmingham Barons.
Seine Eltern sind die Emmy-Gewinnerin Barbara Cassel und Greg Cassel, die sich allerdings scheiden ließen, als Cassel 14 Jahre alt war. Sein Vater starb am 8. Dezember 2008.